# Anton Anderson Memorial Tunnel
Der Anton Anderson Memorial Tunnel ist ein Tunnel in Alaska, der die Stadt Whittier mit dem Seward Highway und nach Anchorage hin verbindet. 

Der einspurige Tunnel, durch den der Portage Glacier Highway verläuft, ist die einzige Verbindung für Autos und Züge nach Whittier. Die ehemals bestehende Passstraße wird seit 1913 nicht mehr gepflegt.

## Geschichte

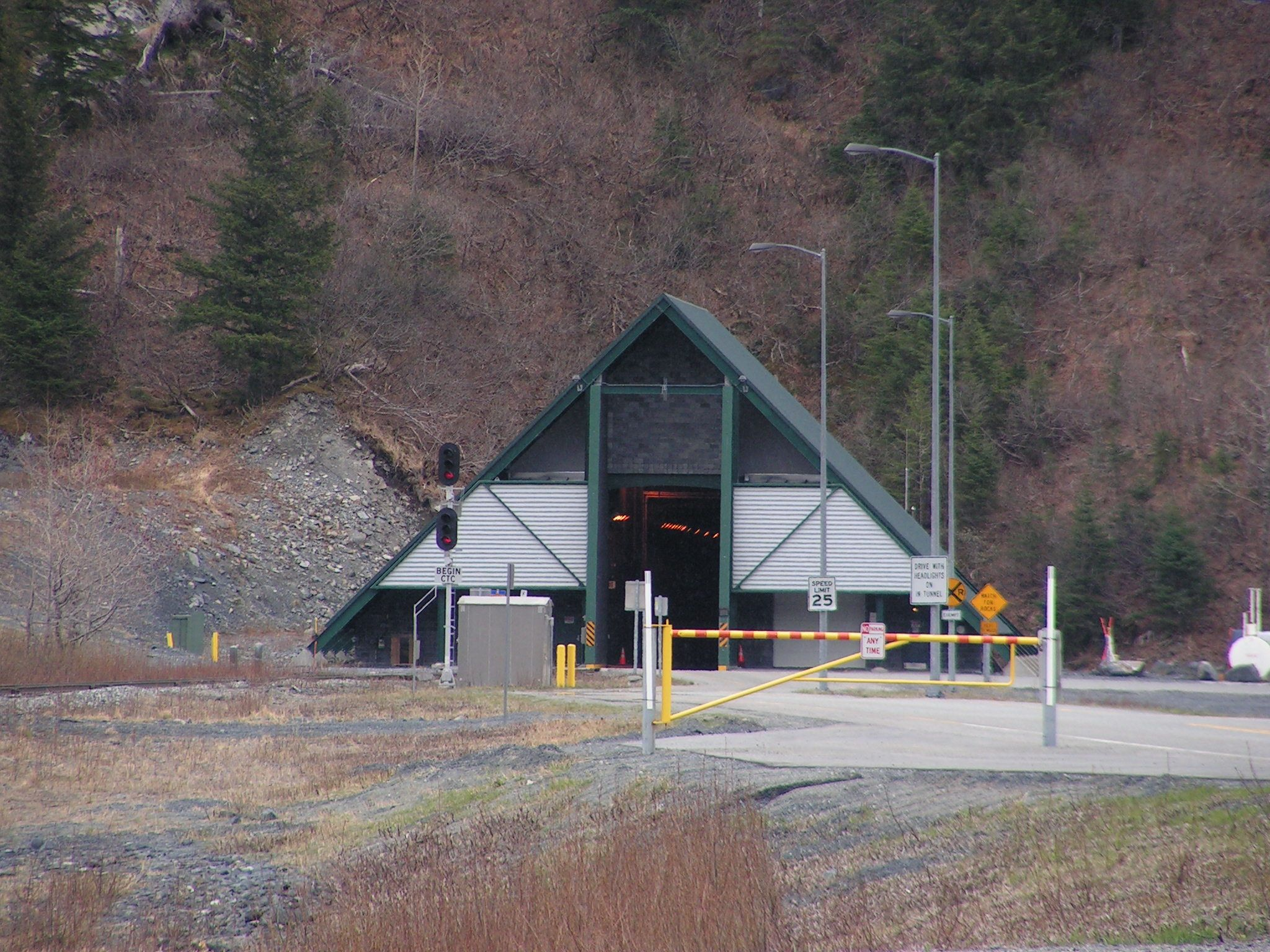
Einhausung am Westportal

Die Eröffnung des ursprünglich reinen Eisenbahntunnels war ursprünglich erst für Mitte der 1940er Jahre geplant, wurde aber durch den Kriegseintritt der USA 1941 aus militärischen Gründen forciert angegangen. Gebaut konnte er stets nur in den Sommermonaten werden, da in der Gegend im Winter Temperaturen zwischen −40 und −60 °C bei Windgeschwindigkeiten bis zu 150 km/h und Schneehöhen von 10 m herrschen. Auch Lawinenabgänge behinderten mehrfach die Bauarbeiten. Am 23. April 1943 wurde die Eisenbahnverbindung fertiggestellt. Im Jahr 1964 zerstörte ein Erdbeben den westlich des Tunnels gelegenen Ort Portage. Nachdem das Militär in den 1960er Jahren aus Whittier abgezogen war, verstärkte sich dort die zivile Siedlungs- und Bautätigkeit. Der Verkehr nahm zu, und die Bahn begann, auch zivile Fahrzeuge per Bahnverladung durch den Tunnel zu transportieren. Ende der 1960er Jahre wurden die zuvor unbefestigten Zufahrtswege asphaltiert.
In den frühen 1990er Jahren nahm der Tourismus zu und es wurden verschiedene Ausbaumodelle zur Verbesserung der Verkehrssituation diskutiert.
1997 begann man schließlich mit dem Ausbau und der Ertüchtigung des Tunnels, so dass dieser sowohl von Schienen- als auch Straßenfahrzeugen befahren werden kann. Die Bauarbeiten waren von vielfältigen Behinderungen geprägt. Nachdem bereits zu Beginn Umweltaktivisten gegen die befürchteten Auswirkungen der erforderlichen Sprengungen auf die Fischbestände im Portage Lake und die Pflanzenwelt der Gegend protestierten, kam es zu weiteren Verzögerungen z. B. durch Privatfahrzeuge, die sich in der Baustelle festfuhren, eine Zugentgleisung mit hohem Materialschaden sowie eine Lawinenverschüttung.
Erst im Frühjahr 2000 konnten die Ausbauarbeiten vollendet und für den Verkehr freigegeben werden.

## Betrieb
Heute wird der Tunnel, der inzwischen mit neun Rettungs- und Wendenischen ausgestattet ist, im halbstündlich wechselnden Blockbetrieb automatisiert abgefertigt. Dazwischen verkehren die Züge. An den Portalen stehen Warteplätze für bis zu 400 Fahrzeuge zur Verfügung. In den Zwischentakten wird der Tunnel mit großen bidirektionalen Jetturbinen belüftet.
Den mautpflichtigen Tunnel, der nur mit 25 mph befahren werden darf, passieren etwa 50.000 Fahrzeuge monatlich. Die Durchfahrt dauert etwa 10 Minuten.
In den kalten Wintermonaten wird der Tunnel nur für kurze Zeitspannen geöffnet, da das Eindringen kalter Luft in das Gewölbe zu einem erhöhten Steinschlagrisiko führt.